# Maisa Lloret
María Isabel Lloret Ivorra (Villajoyosa, Alicante, 4 de junio de 1971), más conocida como Maisa Lloret, es una ex gimnasta rítmica española que compitió en la selección nacional de gimnasia rítmica de España, siendo 5ª en los Juegos Olímpicos de Seúl 1988. El «Pabellón Maisa Lloret» de Villajoyosa fue bautizado en su honor, una calle en el municipio de San Miguel de Salinas lleva su nombre, y una calle en Alicante se llama «Gimnasta Maisa Lloret» desde 2018.

## Biografía deportiva

### Inicios
Nacida el 4 de junio de 1971 en Villajoyosa como la menor de 3 hermanas, comenzó en la rítmica con 12 años tras ver por televisión a la gimnasta búlgara Anelia Ralenkova. También formó parte del equipo de balonmano de su colegio. Se inició como gimnasta en el Club Atlético Montemar de Alicante, donde fue entrenada por Elena García. Maisa fue la primera deportista olímpica de dicho club, del que han surgido otras gimnastas españolas importantes como Carolina Pascual, Marta Baldó o Estela Giménez.

### Etapa en la selección nacional
En 1986, Emilia Boneva la escogió para entrar en la selección nacional de gimnasia rítmica de España en modalidad individual. Para 1988, en el Campeonato de España Individual en Lloret de Mar, fue oro en mazas, cuerda y aro, y plata en cinta y en el concurso general, superada aquí por María Martín. Además, en este campeonato logró el 10 en el ejercicio de mazas, siendo la primera gimnasta española en lograr la puntuación perfecta. Poco después, participó en los Juegos Olímpicos de Seúl en 1988, siendo la representante española de gimnasia rítmica junto a María Martín. En los mismos, tras ser 6ª en los preliminares, acabó finalmente en 5ª posición, consiguiendo el diploma olímpico. En ese momento igualó la mejor clasificación de la historia de una deportista española en los Juegos Olímpicos. Se retiró en 1989, tras sufrir una lesión vertebral.

### Retirada de la gimnasia
Fue nombrada Hija Predilecta de Villajoyosa, recibió la Medalla de Oro de la ciudad y el Polideportivo Municipal lleva su nombre. En 1991 fue miembro del jurado español del XXXVI Festival de la Canción de Eurovisión. De 1989 a 1993, fue comentarista junto a Paloma del Río y enviada especial a los Juegos Olímpicos de Barcelona 1992, Mundiales y Europeos de Gimnasia Rítmica para RTVE, ABC, Marca y Diario Información. Desde 1991 es Técnico Superior y Juez Nacional de Gimnasia Rítmica por la Real Federación Española de Gimnasia. En 1994 se licenció en Marketing y Comunicación por la Escuela Superior de Estudios de Marketing (ESEM) de Madrid. En 1995 hizo un Máster en Dirección de Instalaciones Deportivas por la Universidad Complutense de Madrid y el Comité Olímpico Español, y en 2002 otro en Creatividad Publicitaria en el Centro Europeo de Directores de Madrid. 
Fue responsable del Departamento de Marketing de la Fundación del Deporte presidida por S.A.R. el Príncipe de Asturias (1992 - 1993), Marketing Assistant de Deportpublic-Grupo Unipublic (1993 - 1994), jefa de Marketing y Comunicación de la  Real Federación Española de Gimnasia (1995 - 1997), jefa de Promociones y Eventos del Parque de Atracciones de Madrid (1997 - 1999) y directora Comercial y de Marketing de Parques Reunidos (1999 - 2004). En 2004 creó su propia Agencia de Marketing, denominada Grupo Avore. De 2002 a 2008, Lloret fue profesora del Máster en Dirección de Negocios Turísticos en ICADE, y de 2003 a 2005, Profesora del Máster de Experto en Gestión Turística en la Universidad Rey Juan Carlos. En las elecciones a las Cortes Valencianas de 2007 fue elegida Diputada Autonómica representando como independiente al PSPV-PSOE. Durante la legislatura fue Portavoz de Turismo, Secretaria de la Comisión de Industria, Turismo y Comercio, y Vocal de la Comisión de Economía. En 2011 dejó de ser Diputada.
El 25 de noviembre de 2017, Maisa asistió al homenaje a las 9 gimnastas olímpicas de la Comunidad Valenciana, organizado por la Federación Valenciana de Gimnasia durante la Fase Final del Circuito Iberdrola de Gimnasia Rítmica en el Pabellón Pedro Ferrándiz de Alicante. Al mismo asistieron Maisa, Carolina Pascual, Marta Baldó, Carmina Verdú, Marta Linares, Isabel Pagán, Alejandra Quereda y Elena López, con la ausencia de Estela Giménez, que no pudo acudir al acto. También fue homenajeada en el mismo la entrenadora Rosa Menor, ex seleccionadora nacional de gimnasia rítmica. A todas ellas se les hizo entrega de un ramo, un plato condecorado del Ayuntamiento de Alicante y un collar de oro con los aros olímpicos. En 2018 apareció como una de las gimnastas ilustradas en el libro Pinceladas de rítmica de Montse y Manel Martín.
El 16 de noviembre de 2019, con motivo del fallecimiento de Emilia Boneva, unas 70 exgimnastas nacionales, entre ellas Maisa, se reunieron en el tapiz para rendirle tributo durante el Euskalgym. El evento tuvo lugar ante 8.500 asistentes en el Bilbao Exhibition Centre de Baracaldo y fue seguido además de una cena homenaje en su honor.

## Legado e influencia
Lloret fue la primera gimnasta española en obtener un 10 (la puntuación perfecta), lográndolo en el ejercicio de mazas del Campeonato de España Individual de Gimnasia Rítmica en 1988 y por ello está inscrita en el récord Guiness. Respecto a sus características como gimnasta, la seleccionadora Emilia Boneva se refirió a ella como «la gimnasta más expresiva» del equipo.

## Equipamientos
| Período      | Proveedor |
| ------------ | --------- |
| 1988         | Arena     |
| 1988 (JJ.OO) | Adidas    |

## Música de los ejercicios
| Año         | Aparatos | Música                                                           |
| ----------- | -------- | ---------------------------------------------------------------- |
| 1986        | Pelota   | «Méditation», perteneciente a la ópera Thaïs de Jules Massenet.  |
| 1987        | Cuerda   | Sinfonía n.º 5 en do menor, Op. 67 de Ludwig van Beethoven.      |
| 1987        | Cuerda   | Tocata y fuga en re menor, BWV 565 de Johann Sebastian Bach.     |
| 1987 - 1988 | Mazas    | Improvisación para guitarra de diferentes palos flamencos.       |
| 1988        | Aro      | Adagio del Concierto de Aranjuez, compuesto por Joaquín Rodrigo. |
| 1988        | Cinta    | Aires gitanos, Op. 20 de Pablo Sarasate.                         |

## Palmarés deportivo

### Selección española
| 1986 - Campeonato de Europa de Florencia 22º puesto en concurso general 1987 - Campeonato del Mundo de Varna 9º puesto en concurso general 8º puesto en cuerda 8º puesto en mazas 8º puesto en cinta | 1988 - Campeonato de Europa de Helsinki 9º puesto en concurso general 5º puesto en mazas - Juegos Olímpicos de Seúl 1988 6º puesto en preliminares 5º puesto en final y diploma olímpico |

## Premios, reconocimientos y distinciones
- Mejor Deportista Femenina de 1987 en los Premios Deportivos Provinciales de la Diputación de Alicante (1988)
- Premio del Comité Olímpico Español (1988)[15]
- Premio Importantes de Información 1988 del mes de septiembre, otorgado por el Diario Información (1989)[16]
- Mejor Deportista Femenina de 1988 en los Premios Deportivos Provinciales de la Diputación de Alicante (1989)[17]
- Medalla de Oro de la Generalidad Valenciana al Mérito Deportivo (1989)[18]
- Medalla al Mérito Gimnástico, otorgada por la Real Federación Española de Gimnasia (1989)
- Premio Hoja de Laurel de la Asociación de la Prensa Valenciana (1989)
- Hija Predilecta de Villajoyosa
- Medalla de Oro de la Ciudad de Villajoyosa

### Otros honores
- El «Pabellón Maisa Lloret» de Villajoyosa fue bautizado así en su honor.[5]
- Una calle en el municipio de San Miguel de Salinas (provincia de Alicante) lleva su nombre.[19]
- Desde el 18 de octubre de 2018 una calle en Alicante lleva el nombre de «Gimnasta Maisa Lloret» tras acordarse el 3 de julio de 2018.[20] La calle, conocida anteriormente como Camarada Romeu Palazuelos, es una de las que circunda las instalaciones del Club Atlético Montemar en el centro de la ciudad.[1] Si bien, inicialmente, el 15 de noviembre de 2016 se había aprobado que esa calle se llamase «Deportista Estela Giménez Cid» y que fuese otra calle en Alicante la que llevara el nombre de «Deportista Maisa Lloret», concretamente la calle conocida como Martínez de Velasco, ratificándose también una calle para la gimnasta Marta Baldó, entre otras, todas encuadradas en el proceso del cambio de nomenclatura de las calles en aplicación de la Ley de Memoria Histórica.[21] A finales de diciembre tuvo lugar la colocación de las placas sin ningún previo aviso hacia las gimnastas y sin la realización de ningún acto. Sin embargo, una decisión judicial obligó al restablecimiento de las anteriores placas y el cambio de nomenclatura de las calles se suspendió.[22] El 15 de diciembre de 2017 los partidos políticos con representación municipal acordaron que esa misma calle llevara el nombre de «Gimnastas olímpicas alicantinas»,[23] aunque posteriormente se sustituyó ese acuerdo por el actual.
- Entrega de un collar de oro con los aros olímpicos y un plato condecorado del Ayuntamiento de Alicante en el homenaje a las 9 gimnastas olímpicas de la Comunidad Valenciana, organizado por la Federación Valenciana de Gimnasia el 25 de noviembre de 2017 durante la Fase Final del Circuito Iberdrola de Gimnasia Rítmica en el Pabellón Pedro Ferrándiz de Alicante.[10]